# Grande San Fernando del Valle de Catamarca
Grande San Fernando del Valle de Catamarca é o nome dado à conurbação que se estende da cidade argentina de San Fernando del Valle de Catamarca na província de Catamarca, aos departamentos de Valle Viejo e Fray Mamerto Esquiú.
Segundo um censo realizado em 2001, a região contava com 171.923 habitantes, sendo a aglomeração mais povoada da província de Catamarca e a vigésima mais povoada da Argentina. De acordo com o censo anterior, contava com 132.626 habitantes, o que representa um crescimento populacional de 29,62%. Em 2009, sua população era estimada em 202.000 habitantes.
| San Fernando del Valle de Catamarca | Capital             | 140.741 | 109.882 | 77.931 | 57.228 | 45.929 |
| San Isidro                          | Valle Viejo         | 22.173  | 15.948  | 10.501 | 7.182  | 4.775  |
| Santa Rosa                          | Valle Viejo         | 6.682   | 4.504   | S/D    | S/D    | S/D    |
| San Isidro                          | Valle Viejo         | 4.569   | 4.302   | S/D    | S/D    | S/D    |
| Pozo del Mistol                     | Valle Viejo         | 3.245   | 1.218   | S/D    | S/D    | S/D    |
| Sumalao                             | Valle Viejo         | 2.234   | 1.564   | S/D    | S/D    | S/D    |
| Polcos                              | Valle Viejo         | 2.094   | 1.115   | S/D    | S/D    | S/D    |
| El Bañado                           | Valle Viejo         | 1.811   | 1.682   | S/D    | S/D    | S/D    |
| Villa Dolores                       | Valle Viejo         | 1.538   | 1.563   | S/D    | S/D    | S/D    |
| San José                            | Fray Mamerto Esquiú | 9.009   | 6.796   | [ 6 ]  | [ 6 ]  | [ 6 ]  |
| San José                            | Fray Mamerto Esquiú | 2.064   | 1.715   | [ 6 ]  | [ 6 ]  | [ 6 ]  |
| La Tercena                          | Fray Mamerto Esquiú | 1.856   | 1.102   | [ 6 ]  | [ 6 ]  | [ 6 ]  |
| La Falda de San Antonio             | Fray Mamerto Esquiú | 1.713   | 1.201   | [ 6 ]  | [ 6 ]  | [ 6 ]  |
| San Antonio                         | Fray Mamerto Esquiú | 1.564   | 1.166   | [ 6 ]  | [ 6 ]  | [ 6 ]  |
| La Carrera                          | Fray Mamerto Esquiú | 1.139   | 1.085   | [ 6 ]  | [ 6 ]  | [ 6 ]  |
| El Hueco                            | Fray Mamerto Esquiú | 673     | 527     | [ 6 ]  | [ 6 ]  | [ 6 ]  |
| Total                               |                     | 171.923 | 132.626 | 88.432 | 64.410 | 50.704 |